# Powell, Ohio
Powell är en ort i Delaware County i delstaten Ohio, USA.